# Rijk de Gooyer

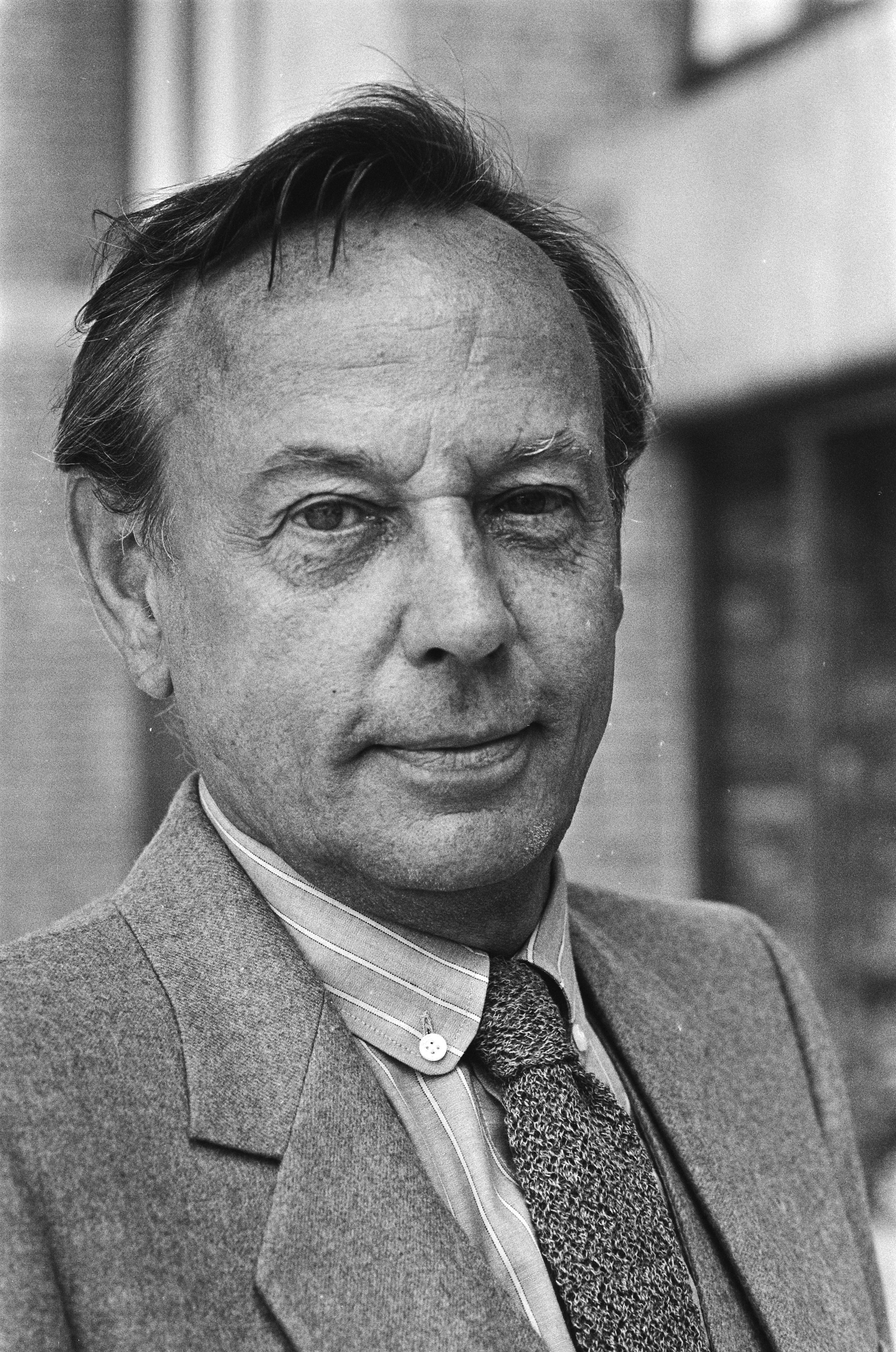
Rijk de Gooyer in 1980

Rijk de Gooijer (Utrecht, 17 december 1925 – Amsterdam, 2 november 2011), bij het grote publiek beter bekend als Rijk de Gooyer, was een Nederlandse acteur die tevens naam heeft gemaakt als komiek, zanger, schrijver en columnist.
De Gooyer werd geboren als 8ste kind in een gereformeerd bakkersgezin,en als helft van een twee-eiige tweeling. Hij werd als eerste geboren, voor zijn tweelingzus Ankie. Zijn geboortehuis staat aan de Bemuurde Weerd Westzijde nummer 1 in Utrecht. Hij woonde vervolgens onder meer in de Adelaarstraat.

## Tweede Wereldoorlog
Deels gedreven door de vrees dat hij zijn HBS-B-diploma niet zou gaan halen en daarmee zijn vader zou teleurstellen, zwom hij voor het einde van de Tweede Wereldoorlog met een vriend de Waal over naar het reeds in september 1944 bevrijde zuidelijk deel van Nederland. Hij nam dienst in het Amerikaanse bevrijdingsleger, waar hij uiteindelijk, omdat hij redelijk Frans, Duits en Engels kende, werd opgeleid tot tolk. In die hoedanigheid is hij onder andere getuige geweest van de bevrijding van het Duitse concentratiekamp Bergen-Belsen.
Hij meldde dat hij persoonlijk bij de arrestatie van SS'ers en nazikopstukken, onder wie Heinrich Himmler, betrokken zou zijn geweest. Dit is echter zeer onwaarschijnlijk en wordt door geen enkele Britse en Franse ooggetuige bevestigd. Vast staat wel dat De Gooyer was verbonden aan een Brits hoofdkwartier dat Himmler ontving die door een Franse soldaat krijgsgevangen was genomen en waar deze zelfmoord pleegde. Een viertal soldaten werd weggezonden met het lijk van Himmler, maar dat kwartet is bekend en daar staat Rijk de Gooyer niet bij vermeld. Ook zijn eigen 'getuigenis', als zou hij hebben gezien hoe Himmler in een veldgraf in een bos werd gelegd, 'bedekt met een camouflagenet', strookt niet met de 'feiten', zoals weergegeven door de Fransman in Britse dienst die over het Himmler-incident een boekje publiceerde.

## Doorbraak als komiek
Na de oorlog werkte hij een blauwe maandag in de bakkerij van zijn vader. Vervolgens werd hij leerling-verslaggever bij de NCRV. Op een personeelsavond bleek zijn komisch talent. Hij speelde zich in de kijker door Johan Buziau te imiteren, hoewel hij deze komiek zelf nooit in actie heeft gezien. Hij baseerde zich louter op de Buziau-imitatie van Toon Hermans. De NCRV zette hem daarna op de radio in als komiek en als hoorspelacteur. Later zou hij ook voor de KRO- en de VARA-radio werken. Vooral zijn Utrechtse typetje Bartels werd beroemd. In 1948 belandde De Gooyer bij het ABC-cabaret van Wim Kan. Hij was meer dan een seizoen aan het gezelschap verbonden, ook in 1952 met Bibelonie. Kan vond door die ervaring aanleiding om zijn collega's te adviseren deze 'oproerkraaier' nooit in dienst te nemen.

## Johnny en Rijk
Zie ook Johnny & Rijk
In de jaren vijftig ontmoette hij Johnny Kraaijkamp. Ze deelden een voorkeur voor practical jokes en andere ongein. De twee besloten samen te gaan optreden en maakten naam in het schnabbelcircuit als Johnny en Rijk. Rijk speelde de handige jongen (de aangever), Johnny de schlemiel. Bij de AVRO-televisie behaalden ze succes met hun Johnny en Rijk-show, waarin ze veel materiaal gebruikten van het Engelse komische duo Morecambe en Wise, met Kraaijkamp in de rol van de bijdehante Eric Morecambe en De Gooyer als de aangever Ernie Wise.

## Acteur
Van 1959 tot 1961 volgde De Gooyer een acteursopleiding in Berlijn. Om daarvoor een studiebeurs te krijgen, schreef De Gooyer in 1959 vergeefs een brief aan minister Cals van Onderwijs, Kunsten en Wetenschappen.
Tijdens zijn Berlijnse jaren zou hij volgens eigen zeggen voor de CIA hebben gewerkt als informant. Dit werd bevestigd in het boek "De geheime dienst" uit 2005, waaruit blijkt dat de BVD aan De Gooyer had gevraagd om naar de UFA-filmschool in Berlijn te gaan, waar de Sovjets vaak westerlingen probeerden te rekruteren. Hij kreeg daar 850 gulden per maand voor en werd in Berlijn "gerund" door de CIA. Hij werd echter nooit door de Sovjets benaderd. Ook reed hij nog eens naar Oost-Berlijn om voor de CIA een geldbedrag af te leveren, een behoorlijk risicovolle operatie.
Als filmacteur speelde De Gooyer in meerdere Nederlandse speelfilms, zoals De inbreker, Soldaat van Oranje, De Avonden, Hoogste Tijd, Madelief, krassen in het tafelblad en Hoge hakken, echte liefde.
De Gooyer speelde twee seizoenen de rol van Peek, de broer van Fokke (Kraaykamp sr), in de AVRO-televisieserie De Brekers (1985+1988). Tussen 1991 en 1997 zond de VARA de televisieserie In voor- en tegenspoed uit, waarin hij de hoofdrol van Fred Schuit speelt.
De Gooyer sprak de stem in van Patje in de animatiefilm Chicken Run uit 2000.
Ook maakte hij diverse reclamespotjes voor het kaasmerk Paturain (met de kreten "Goed gedaan jochie" en "Hier Rijk in Frankrijk") en verzekeringsmaatschappij Reaal ("Foutje, bedankt!"). Met Maarten Spanjer maakte hij spotjes voor KPN en met John Kraaijkamp reclamespotjes voor C&A.

## Zanger
In 1964 had hij een hit met het lied Brief uit La Courtine, een door Eli Asser gemaakte bewerking van Allan Shermans Hello Muddah, Hello Fadduh. De melodie die voor beide liederen werd gebruikt is de Urendans uit de opera La Gioconda van Amilcare Ponchielli. Samen met Johnny Kraaykamp sr. had Rijk een nummer 1-hit met De bostella. Een ander bekend nummer van De Gooyer is Als ik boven op de Dom kom, een lied over zijn geboortestad Utrecht. Dit nummer schreef hij samen met pianist Tonny Schifferstein. Jaren later werd het refrein van dit nummer gebruikt door de Utrechtse volkszanger Herman Berkien in zijn hit Uterech mu stad.

## Giethoorn
Begin jaren zeventig kocht De Gooyer als tweede huis een boerderij in Giethoorn. Hij was trendsetter en werd gevolgd door Herman Pieter de Boer, Eelke de Jong, Andrea Domburg en Peter van Straaten. De boerderij brandde na brandstichting af en werd daarna weer van de grond af opgebouwd.

## Schrijver
In 1968 verscheen bij uitgeverij Born de paperback Krentenbollen, kogels en klatergoud, van Herman Pieter de Boer over de avonturen van Rijk. Later schreef De Gooyer het boek Gereformeerd en andere verhalen (Elsevier, 1981), een bundel met 40 verhalen.
Hierin waren de 17 eerder in Haagse Post gepubliceerde korte verhalen opgenomen Kerkbank, Advies, Angina, Muy rápido, De Rikoos, Herman, Kastelentocht, Sjaak, Eelke, Joop, De Nederlandse Film, Sinatra, Harry, Henk, Rogold, Vakantie Kindervreugd, Filmpremière, alsook de 5 eerder in Film Fan verschenen korte verhalen De gouden stad, De figuranten, Ome Joop, De Gestapo en Afrikaen het 
eerder in Propria Cures verschenen Henk en Wim. Alle overige 17 verhalen werden voor deze bundel geschreven; daaronder het titelverhaal Gereformeerd over zijn jeugd, zijn christelijke opvoeding en zijn schooljaren, tot aan zijn besluit de Waal over te zwemmen en dienst te nemen in het Amerikaanse leger.
Met Eelke de Jong en Peter van Straaten begon hij een column in de Haagse Post (Beste jongens), die hij later voortzette met Maarten Spanjer. Ook schreven ze samen het feuilleton De belevenissen van Koos Tak, door Theo van Gogh verfilmd als De eenzame oorlog van Koos Tak.

## Gouden Kalveren
De Gooyer won in zijn leven driemaal een Gouden Kalf. De eerste in 1982, voor zijn hele oeuvre. Volgens eigen zeggen had hij die al een jaar eerder kunnen winnen (bij de allereerste editie ooit), maar omdat hij weigerde op te komen dagen, ging de prijs naar Rutger Hauer. Zijn tweede (Hoogste Tijd, 1995) wierp hij onderweg terug naar huis uit het raam van de taxi in het televisieprogramma Taxi. Maarten Spanjer was destijds bestuurder in dit televisieprogramma. In het fragment is te horen hoe De Gooyer zegt dat hij de uitreiking een armetierige vertoning vond. Ook de derde, in 1999 voor Madelief, krassen in het tafelblad, werd het taxiraam uitgegooid, dit keer door Maarten Spanjer.

## Drinkgewoonten en overlijden
Het tweede huis in Giethoorn groeide uit tot een eerste huis. Daarnaast had De Gooyer nog steeds een pied à terre in Amsterdam, waar hij een naam opbouwde als kroegtijger. Zowel in culturele kringen (Sociëteit De Kring) als onder de Amsterdamse penoze (Barretje Hilton) voelde hij zich thuis. In het journalistencafé Scheltema behoorde hij tot de vaste clientèle.
De laatste jaren woonde De Gooyer in de Amsterdamse Nieuwmarktbuurt met zijn vriendin Nel, tot deze in een verpleeghuis moest worden opgenomen. Vanwege een kwakkelende gezondheid was zijn carrière sinds mei 2005 op een laag pitje komen te staan. Op 2 november 2011 overleed hij thuis op 85-jarige leeftijd aan de gevolgen van acute alvleesklierkanker, die twee weken ervoor werd geconstateerd.
In 2017 werd door zijn zoon Rijk de Gooyer jr. een plaquette onthuld vlak bij zijn geboortehuis aan de Bemuurde Weerd, ter ere van zijn artiestenleven. In januari 2022 kwam de biografie “RIJK” uit, geschreven door Olaf Broos.

## Trivia
- Als jonge bakkersknecht betrapte hij Anton Geesink eens op het stelen van een broodje, waarop hij Geesink een flink pak slaag gaf.[12]
- De Gooyer werd gevraagd voor de televisieserie Baantjer. In deze serie zou hij de hoofdrol spelen van De Cock, maar hij bedankte voor de rol.
- Rijk de Gooyer at vaak aan het Damrak in hotel De Roode Leeuw, waar hij zijn vaste tafel had en "eigen wijn".

## Filmografie
- Secret File, U.S.A. (televisieserie) – Rol onbekend (1955)
- Het wonderlijke leven van Willem Parel (1955) – Pianist
- Kleren maken de man (1957) – Peter
- Schachnovelle (1960) – Bergers secretaris
- De zaak van de kern (televisiefilm, 1961) – Ari Hooy
- Rififi in Amsterdam (1962) – De Bijenkorf
- De rally (televisiefilm, 1962) – Rol onbekend
- Sabrina (televisiefilm, 1963) – Rol onbekend
- De blanke slavin (1969) – Charles Dubois
- La douceur du village (1970) – Rol onbekend
- Spaß durch 2 (1970–1972) – Reyk
- De inbreker (1972) – Willem Glimmie Burg
- Geen paniek (1973) – Rijk
- Naakt over de schutting (1973) – Rick Lemming
- Meisje van dertien (1974) – Rol onbekend
- The Wilby Conspiracy (1975) – Van Heerden
- Zwaarmoedige verhalen voor bij de centrale verwarming (1975) – Postbode
- Rufus (1975) – Rufus
- Ondergang van de Onan (toneelstuk, 1976) – Dick Bakker
- De Nieuwe Koning (toneelstuk 1977) – Commissaris de Klopper
- Soldaat van Oranje (1977) – Gestapo-man Breitner
- Quitte of Dubbel (televisiefilm, 1977) – Bob van Dijk
- Auf Achse (televisieserie) – Van Haaren (afl. Schwarze Fracht, 1978)
- De mantel der liefde (1978) – Cor
- Boeing Boeing (klucht, 1978) – Freek
- De grens (1979) – Rol onbekend
- Ons goed recht (televisieserie) – Piet Bakker (afl. Terug naar af, 1979)
- Nosferatu: Phantom der Nacht (1979) – Stadsambtenaar
- Grijpstra & De Gier (1979) – Henk Grijpstra
- The Lucky Star (1980) – Eerste Gestapo-officier
- Het verboden bacchanaal (1981) – Kerrie-Kees van Heesteren
- Een vlucht regenwulpen (1981) – Bovenmeester
- Rigor mortis (1981) – Walter de Beer
- Twee vorstinnen en een vorst (1981) – Laernoes
- Hoge hakken, echte liefde (1981) – Semijns Roggeveen/Arie Snoek
- Sabine (1982) – Nick
- A Time to Die (1982) – Rol onbekend
- 'n Akkoord (1982) – Rol onbekend
- Tatort (televisieserie) – Amsterdamse hoofdinspecteur (legendarische afl. Kuscheltiere, 1982)
- Vroeger kon je lachen (1983) – Man die een boek leest in een botanische tuin
- De zwarte ruiter (1983) – Rinus IJzerman
- An Bloem (1983) – Dik
- Schatjes! (1984) – Pete Stewart
- Ciske de Rat (1984) – Rechercheur Muyskens
- De Brekers (televisieserie) – Peek de Breker (1985, 1988, 1989)
- De Prooi (1985) – Bob Jaspers
- In de schaduw van de overwinning (1986) – Vos
- Mama is boos! (1986) – Pete Stewart
- Op hoop van zegen (1986) – Clemens Bos
- Grijpstra en de Gier 2: De Ratelrat (1987) – Grijpstra
- Die Wicherts von nebenan (televisieserie, 1988–1989) – J. Kramer
- Beppie (televisieserie) – Norbert Leeflang (1989)
- Leedvermaak (1989) – Zwart
- De avonden (1989) – Frits' vader
- Wie gut, daß es Maria gibt (televisieserie, 1990–1991) – Herr Witte
- In de Vlaamsche pot (televisieserie) – John van de Bult (afl. Ruzie om niks, 1990)
- Bij nader inzien (miniserie, 1991) – Hans (oud)
- Jiskefet (televisieserie) – Rol onbekend (afl. 2.4, 1991) regisseur in "De pannenkoeken zijn bruin – op de set van Kapel Tamboer"
- Freunde fürs Leben (televisieserie) – Hotelreceptionist of bloemenverkoper (afl. Prügelknabe, 1993)
- Seth & Fiona (televisieserie) – Jaap Timmermans (afl. Zo zoon zo moeder, 1994)
- Hoogste tijd (1995) – Willem 'Uli' Bouwmeester
- Filmpje! (1995) – Don Gorgonzola
- De jurk (1996) – Martin
- In voor- en tegenspoed (televisieserie) – Fred Schuit (1991, 1993, 1995, 1997)
- Madelief, krassen in het tafelblad (1998) – Opa
- Schoon goed (televisieserie) – Herman van Wijck (10 afl. 1999)
- De bal (1999) – Burgemeester Karlow
- Qui vive (2001) – Zwart
- Happy End (2009) – Zwart

## Discografie
- 1956 - 't Benne Krenge Van Dinge (als typetje Bartels) / Als ik boven op de Dom kom - single - Telefunken – AH-172
- 1961 - Aha ... meneer, het eerste foutje! / Geef mij het bordje storing maar - single - ARTONE - DR 25 088
- 1963 - Een bord met spaghetti / We gaan naar Artis - single - ARTONE - DR 25 186
- 1963 - Beste ouders, lieve Ine ... (brief uit La Courtine) / Beste kerel, hier is vader ... (brief naar La Courtine) - single - ARTONE - DR 25 211
- 1963 - Liggen zo uw problemen? - ep - ARTONE - EPDR 6728
- 1964 - Mamma (la mamma) / Onschuldig veroordeeld - single - ARTONE - DR 25 232
- 1964 - Dag merrie met je treurige blik!!! / Texas Jimmy en Amelandse Truus - single - ARTONE - DR 25 245
- 1965 - Bloot slaat dood / Een sheriff is ook maar een mens - single - ARTONE - OS 25 310
- 1965 - De Rijk de Gooyer Show - met medewerking van Johnny Kraaykamp - lp - ARTONE - PDR 133
- 1966 - Kijk, dat heb ik nou ... / Yesterday - single - ARTONE - DS 25 479
- 1966 - Liggen zo uw problemen?, deel 1 / Liggen zo uw problemen?, deel 2 - single - ARTONE - DR 25 487
- 1968 - Costa Brava / Twee ijskouwe voeten - single - ARTONE - DJ 25 840
- 1969 - Leve de man, de man, de man / Pak me dan - single - ARTONE - DJ 25 913
- 1969 - Pak me dan / Dag Merrie met je treurige blik!! - single - ARTONE - DJ 25 950
- 1969 - Adieu monsieur le professeur / Met z'n allen in de trein - single - ARTONE - DJ 27 000
- 1973 - De beste van Rijk - lp - ARTONE - BDJ S 1627
- 1973 - Nellie v.d. Heuvel uit de 4e klas / Slow motion - single - CBS - 1556
- 1975 - Johanna (de noodlottige geschiedenis van een maagd en een boze schoenlapper) / Baby, mijn baby - single - CBS - 3569
- 1975 - Ik drink hier op jou, Valerie / Isabella en Ilona (uit het schone Barcelona) - single - ELF PROVINCIËN - ELF 69 76
- 1975 - Op het spreekuur - deel 1 / Op het spreekuur - deel 2 - single - NEGRAM - NG 498
- 1976 - De moord te Raemsdonk / Laura - single - NEGRAM - NG 2164
- 1976 - Roept u maar - lp - NEGRAM - NR 144
- 1976 - Ons dierbaar ouderhuis / 1919 - single - CBS - 3897
- 1977 - De meiden in Mokum / Dit bed is groot genoeg voor drie - single - ARIOLA - 11 676 AT
- 1977 - Ik ben ontzettend rijk - lp - ARIOLA - 25 551 XOT
- 1980 - 't Jochie, dat zal altijd blijven sappelen / Vakantie Ellende - single - CBS - 8762
- 1980 - 't Jochie, dat zal altijd blijven sappelen - lp - CBS - 54158
- 1990 - Hallo, kozak! - single - 2044078
- 2001 - Liggen zo uw problemen??? - cd - DISKY - BX 649 632

### Met John Kraaijkamp sr.
- 1957 - Wij zijn twee eenzame cowboys / Ik ben zo blij (dat m'n neus van voren zit en niet opzij) - single - TELEFUNKEN - AH 209
- 1957 - Die ouwe sopraan uit de Jordaan / Wie wordt er lid (van onze stierenvechtersclub) - single - TELEFUNKEN - AH 229
- 1957 - Goed gek .....: Ik ben zo blij (dat m'n neus van voren zit en niet opzij) + Wij zijn twee eenzame cowboys / Wie wordt er lid (van onze stierenvechtersclub) + Die ouwe sopraan uit de Jordaan - ep - TELEFUNKEN - HX 1057
- 1958 - Het goudgele strand / Ome Lowie en tante Jet - single - TELEFUNKEN - UH 9264
- 1959 - Knetsekolsemariée / Het hutje bij de zee - single - TELEFUNKEN - UH 9306
- 1960 - Hello ev'rybody, here we are! (Wij zijn de twee jongens met de gitaar) / Ventje, waar is je glimlach gebleven? - single - ARTONE - F 25 000
- 1962 - Iwan Iwanowitsch / Caterina - single - ARTONE - DR 25 135
- 1963 - Zevenduizend koeien / De skiffle-tamouré - single - ARTONE - DR 25 188
- 1964 - Het paar apart - lp - CNR - GA 5057
- 1965 - O, o, Kareltje de Grote / De reuzen-vijl - single - ARTONE - OS 25 307
- 1967 - De bostella / Bij Merie in de saloon - single - ARTONE - DJ 25 675
- 1968 - De fanfare (a banda) / Ouwe taaie, jippie, jippie, jéé - single - ARTONE - DJ 25 737
- 1968 - Pa wil niet in bad (la felicidad) / De pi-pa-polonaise - single - ARTONE - DJ 25 795
- 1968 - Oh, oh, wat een familie!!! / Gooi't maar in m'n hoedje - single - ARTONE - DJ 25 868
- 1968 - Johnny & Rijk! - lp - ARTONE - MDJ S 3190
- 1969 - Oh, Waterlooplein / In een slaapzak op de Dam - single - ARTONE - DJ 27 023
- 1969 - Ik zoek me gek ... / Die goeie ouwe tijd - single - CBS - 4750
- 1970 - Kom van de kruk af / Waarom kook jij niet net zo lekker als m'n moe - single - CBS - S 5235
- 1971 - Johnny & Rijk 2 - lp - ARTONE - BDJ S 1596
- 1971 - Du bist ein Mädchen aus Zucker und Zim / Sie wollen allen ein Kuss - single - CBS - S 5406
- 1971 - Kobus, Jakobus / In de metro - single - CBS - 7491
- 1972 - De grootste successen van Johnny en Rijk - lp - CNR - 241 374
- 1972 - Jaapie / Te laat voor carnaval - single - CBS - 7933
- 1973 - 32 meezingers - lp - ARTONE - DDJ S 5002
- 1973 - Geen paniek / Cowboys in Holland - single - CBS - 1025
- 1973 - Dag, Eén van de Acht / Jaapie, Jaapie - single - CBS - 1322
- 1974 - Vader's fanfare / Als ik op zee was - single - ELF PROVINCIËN - ELF 69 51
- 1986 - De bostella / Pa wil niet in bad - single - BR MUSIC - 45135
- 1991 - Grootste successen - cd - COLUMBIA - 468 052 2
- 1994 - Johnny Kraaykamp & Rijk de Gooyer - cd - CNR MUSIC - 200870
- 2000 - Wij zijn twee eenzame cowboys - cd - CNR MUSIC - 2004728
- 2004 - De grootste successen - cd - ARTONE - ART 2004002